# Mysmenopsis dipluramigo
Espèce
Mysmenopsis dipluramigo est une espèce d'araignées aranéomorphes de la famille des Mysmenidae.

## Distribution
Cette espèce se rencontre en Colombie et au Panama.

## Description
Le mâle holotype mesure 1,55 mm. La femelle décrite par Chickering en 1960, prise par erreur pour celle de Mysmenopsis beebei, mesure 2,05 mm.
Cette araignée est kleptoparasite, elle se rencontre sur la toile de Dipluridae.

## Publication originale
- Platnick & Shadab, 1978 : A review of the spider genus Mysmenopsis (Araneae, Mysmenidae). American Museum Novitates, no 2661, p. 1-22 (texte intégral).